# باشگاه جعفری
باشگاه جعفری یا باشگاه شهید فهمیده یکی از معروفترین باشگاه زورخانه‌ای ایران در پیش از انقلاب ایران در سال ۱۳۵۷ در شهر تهران بود.
محمد رضا شاه پهلوی با دادن کمک مالی به شعبان جعفری (یکی از عوامل کودتای ۲۸ مرداد) این باشگاه را تأسیس کرد. از میهمانان دولت، پادشاهان و رؤسای جمهور تا گردشگران خارجی برای تماشای ورزش‌های زورخانه‌ای به تماشای باشگاه جعفری دعوت می‌شدند.
این مکان با وجود ثبت در آثار ملی ایران، هم‌اکنون وضعیت مناسبی ندارد. کار مرمت و استقرار مجدد فدراسیون ورزش زورخانه‌ای در آن به کندی پیش می‌رود. شهرداری نیز بخشی از آن را برای ساخت پاساژ در اختیار گرفته‌است.

## جُستارهای وابسته
- شعبان جعفری
- ورزش‌های زورخانه‌ای